# Rikskommissariatet Don-Volga
Rikskommissariat Don-Volga var en teoretisk civil ockupationsregim av Nazityskland som diskuterades under de tidiga stadierna av tysk planering för dess ockupation av territorier i Sovjetunionen, ett av flera andra rikskommissariat. Det kallas också i tyska memorandum som helt enkelt Dongebiet ("Don-territorium").
Det skulle sträcka sig ungefär från Azovska havet upp till Volgatyska ASSR, ett område utan några naturliga gränser, ekonomisk enhet eller en homogen befolkning. Dess planerade huvudstad var Rostov-na-Donu. Dietrich Klagges, Braunschweig ministerpresident, föreslogs av nazistledaren Alfred Rosenberg som dess rikskommissarie.
Även om fem ockupationsregimer ursprungligen hade planerats för tyskkontrollerade sovjetiska territorier, lades Rikskommissariatet Don-Volga så småningom ner eftersom det inte hade ett specifikt politiskt mål och eftersom de tyska myndigheterna hade beslutat att begränsa antalet av administrativa enheter som skulle etableras i öst till fyra under andra hälften av maj 1941. På Rosenbergs förslag delades dess territorium mellan Rikskommissariatet Ukraina och Rikskommissariatet Kaukasien, vilket accepterades av Adolf Hitler. Andra källor uppger att dess territorium täcker 55 000 km2 och inkluderar endast territorium som senare lades till Rikskommissariatet Ukraina, innefattande dess slutligen planerade Generalbezirke Rostov, Voronezh och Saratov.